# Enfield Lock (stacja kolejowa)
Enfield Lock - stacja kolejowa w północnym Londynie, w dzielnicy Enfield, należy do szóstej strefy biletowej. Obsługiwana przez brytyjskiego przewoźnika National Express East Anglia. Została otwarta w 1855 r., zaś w 1969 r. nastąpiła elektryfikacja tej linii.